# Distrikt Condoroma
Der Distrikt Condoroma liegt in der Provinz Espinar in der Region Cusco in Südzentral-Peru. Der Distrikt wurde am 29. August 1834 gegründet. Er hat eine Fläche von 515 km². Beim Zensus 2017 wurden 937 Einwohner gezählt. Im Jahr 1993 lag die Einwohnerzahl bei 990, im Jahr 2007 bei 1208. Sitz der Distriktverwaltung ist die auf einer Höhe von 4737 m gelegene Ortschaft Condoroma mit 533 Einwohnern (Stand 2017). Condoroma liegt 63 km südsüdöstlich der Provinzhauptstadt Yauri.

## Geographische Lage
Der Distrikt Condoroma liegt im Andenhochland im äußersten Südosten der Provinz Espinar. Zentral im Distrikt erhebt sich der 5235 m hohe Cerro Colihuiri. Im Distrikt gibt es mehrere größere Bergseen, darunter die Laguna Sutunta und die Laguna Pañe. Die kontinentale Wasserscheide verläuft durch den Distrikt. Der Süden wird über den Río Colca zum Pazifischen Ozean entwässert. Der Norden gehört zum Einzugsgebiet des Río Salado, einem Nebenfluss des Río Apurímac. Die nordöstliche Distriktgrenze verläuft entlang der Wasserscheide zum Einzugsgebiet des Titicacasees.
Der Distrikt Condoroma grenzt im Norden an die Distrikte Ocoruro und Pallpata, im Osten an die Distrikte Ocuviri und Santa Lucía (beide in der Provinz Lampa), im Süden und im Westen an den Distrikt Callalli sowie im Nordwesten an den Distrikt Tisco (die beiden letztgenannten Distrikte liegen in der Provinz Caylloma).